# 7세그먼트 표시 장치

LED로 구성된 일반적인 7세그먼트 표시 장치. 오른쪽 아래에 소숫점이 보인다.

7세그먼트 표시 장치(Seven-segment display)는 표시 장치의 일종으로, 7개의 획으로 숫자나 문자를 나타낼 수 있다. 비슷한 역할을 하는 점 행렬 표시 장치(도트 매트릭스)에 비해 단순하기 때문에 전자 회로의 내부적인 수치를 보여 주는 데 자주 사용된다.

## 구성과 모습

7세그먼트 표시 장치의 구성.

7세그먼트 표시 장치는 7개의 선분(획)으로 구성되어 있으며, 위와 아래에 사각형 모양으로 두 개의 가로 획과 두 개의 세로 획이 배치되어 있고, 위쪽 사각형의 아래 획과 아래쪽 사각형의 위쪽 획이 합쳐진 모양이다. 가독성을 위해 종종 사각형을 기울여서 표시하기도 한다. 7개의 획은 각각 꺼지거나 켜질 수 있으며 이를 통해 아라비아 숫자를 표시할 수 있다. 몇몇 숫자(0, 6, 7, 9)는 둘 이상의 다른 방법으로 표시가 가능하다.
7세그먼트 표시 장치의 각 획은 맨 위쪽 가로 획부터 시계 방향으로, 그리고 마지막 가운데 가로 획까지 각각 A부터 G까지의 이름으로 불린다. 소수를 나타내기 위해서 숫자의 오른쪽 아래에 소수점(DP)이 붙는 경우도 있다.
다음은 일반적으로 각 숫자에 해당하는 7세그먼트 표시 장치의 모습이다.
| 0    | 1    | 2 | 3 | 4 | 5 | 6    | 7    | 8 | 9    |
| ---- | ---- | - | - | - | - | ---- | ---- | - | ---- |
| 또는 | 또는 | 2 | 3 | 4 | 5 | 또는 | 또는 | 8 | 또는 |

다음은 한글 자모를 표시하는 방법이다. ㅔ는 ㅓ와 ㅣ를 함께, ㅘ는 ㅗ와 ㅏ를 함께 표시한다.
| ㄱ                               |
| ㄱ · ㄱ · ㄱ · ㄱ · ㄱ · ㄱ · ㄱ |

| ㄴ           |
| ㄴ · ㄴ · ㄴ |

| ㄷ           |
| ㄷ · ㄷ · ㄷ |

| ㄹ |
| ㄹ |

| ㅁ           |
| ㅁ · ㅁ · ㅁ |

| ㅂ  |
| F/f |

| ㅅ                          |
| ㅅ · ㅅ · ㅅ · ㅅ · ㅅ · ㅅ |

| ㅇ           |
| ㅇ · ㅇ · ㅇ |

| ㅈ           |
| ㅈ · ㅈ · ㅈ |

| ㅊ      |
| ㅊ · ㅊ |

| ㅋ      |
| ㅋ · ㅋ |

| ㅌ |
| ㅌ |

| ㅍ |
| ㅍ |

| ㅎ           |
| ㅎ · ㅎ · ㅎ |

| ㅏ                               |
| ㅏ · ㅏ · ㅏ · ㅏ · ㅏ · ㅏ · ㅏ |

| ㅐ           |
| ㅐ · ㅐ · ㅐ |

| ㅑ      |
| ㅑ · ㅑ |

| ㅒ      |
| ㅒ · ㅒ |

| ㅓ                               |
| ㅓ · ㅓ · ㅓ · ㅓ · ㅓ · ㅓ · ㅓ |

| ㅕ      |
| ㅕ · ㅕ |

| ㅗ                |
| ㅗ · ㅗ · ㅗ · ㅗ |

| ㅛ      |
| ㅛ · ㅛ |

| ㅜ                |
| ㅜ · ㅜ · ㅜ · ㅜ |

| ㅠ      |
| ㅠ · ㅠ |

| ㅡ           |
| ㅡ · ㅡ · ㅡ |

| ㅢ           |
| ㅢ · ㅢ · ㅢ |

| ㅣ                          |
| ㅣ · ㅣ · ㅣ · ㅣ · ㅣ · ㅣ |

## 이용

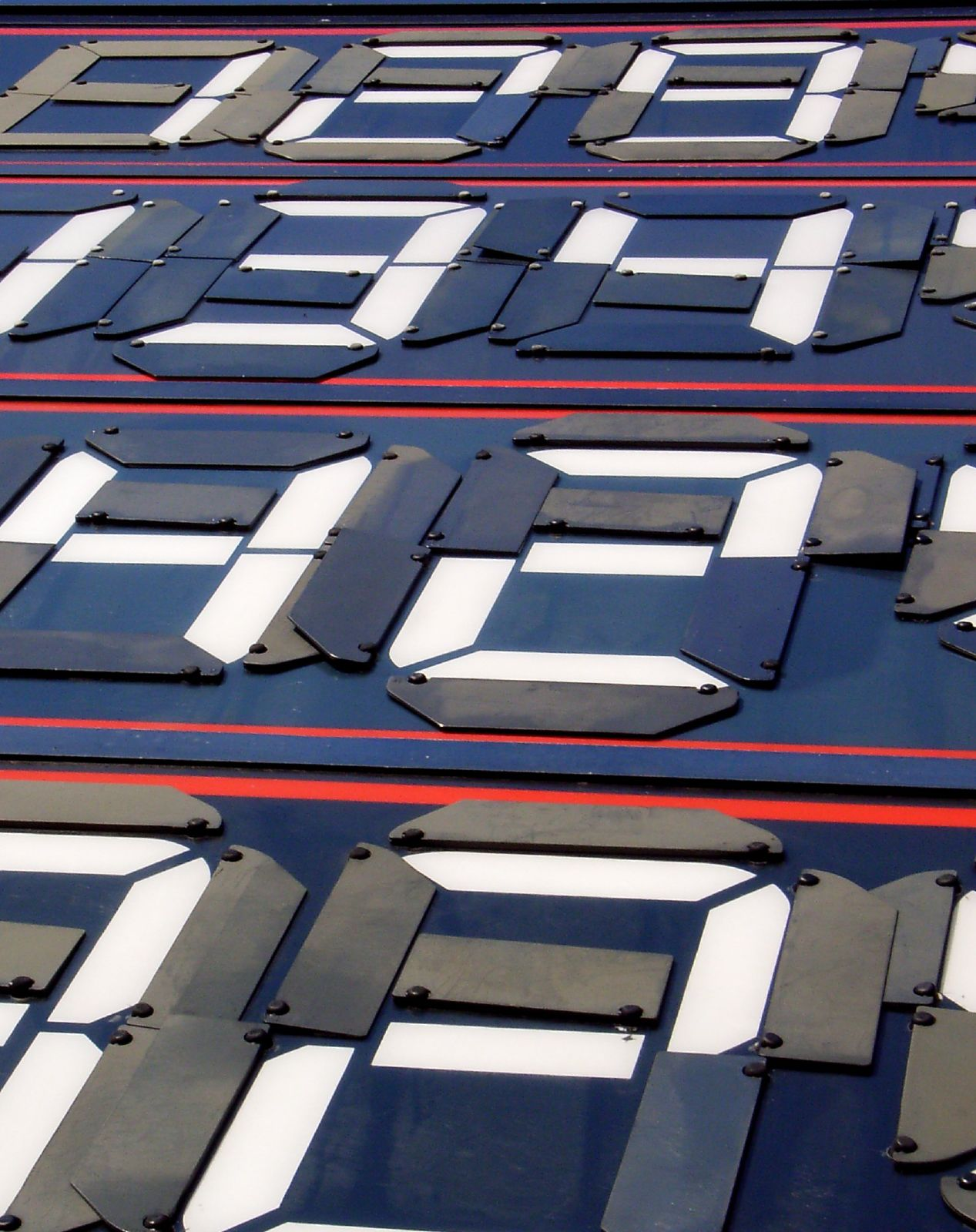
가솔린의 값을 표시하는 기계적 7세그먼트 표시 장치.

대부분의 7세그먼트 표시 장치 발광 다이오드(LED)로 각 획을 표시하지만 음극 방전관이나 진공관, 액정 디스플레이(LCD), 그리고 기계적인 표시 등이 사용되는 경우도 있다. 또한 자동적인 것은 아니지만, 사람이 획을 움직여 숫자를 표시하는 장비에서도 7세그먼트 표시 장치와 유사한 모양으로 획이 배치되어 있기도 하다.
LED로 구현된 7세그먼트 표시 장치는 각 획 별로 하나의 핀이 배당되어 각 획을 끄거나 켤 수 있도록 되어 있다. 각 획 별로 필요한 다른 하나의 핀은 장치에 따라 공용 (+)극이나 공용 (-)극으로 배당되어 있기 때문에 소숫점을 포함한 7세그먼트 표시 장치는 16개가 아닌 9개의 핀만으로 구현이 가능하다. 한편 한 자리에 해당하는 4비트나 두 자리에 해당하는 8비트를 입력받아 이를 해석하여 적절한 모습으로 표시해 주는 장치도 존재한다.
7세그먼트 표시 장치는 숫자 뿐만 아니라 제한적으로 로마자와 그리스 문자를 표시할 수 있다. 하지만 동시에 모호함 없이 표시할 수 있는 문자에는 제한이 있으며 그 모습 또한 실제 문자의 모습과 동떨어지는 경우가 많기 때문에 (예를 들어 대문자 Q는 어떠한 방법으로도 원래 문자와 비슷하게 표시할 수 없다.) 고정되어 있는 낱말이나 문장을 나타낼 때만 쓰는 경우가 많다. 예를 들어서 카스테레오에서 ‘재생’을 나타내는 PLAY는 다음과 같이 표시할 수 있다.
7세그먼트 표시 장치는 특히 한 획이 직사각형으로 만들어지는 경우가 많은 LED에서 널리 쓰이며, 획의 제한이 없는 LCD에서도 대비가 높고 인식하기 쉽기 때문에 계산기 등에서 자주 쓰인다. 7세그먼트 표시 장치가 표현할 수 있는 문자를 넓히기 위해 사선을 추가한 14세그먼트 표시 장치와 16세그먼트 표시 장치가 쓰이기도 하지만 점 행렬 표시 장치로 대체되어 널리 쓰이지는 않는다.

## 같이 보기
- 진공 형광 디스플레이